# Kriegsmarine
Kriegsmarine (cuvânt german cu traducerea „marina de război”) (1935 - 1945) a fost denumirea oficială a marinei militare germane sub regimul nazist, începând de la 1 iunie 1935, când vechea Reichsmarine a Imperiului German a fost redenumită. Concomitent, fosta Marineleitung („Conducerea marinei”)  a devenit Oberkommando der Marine. Ca nou drapel de război a fost aleasă svastica cu Crucea de Fier în colțul superior stâng.
Flota de Război Germana s-a extins rapid in timpul programului de rearmare a anilor 30, (Flota Germana, fusese limitata prin tratatul de la Versailles in functie de numarul de nave și tonaj, de asemenea Germaniei ii era interzisa constructia de submarine). Kriegsmarine/Flota de Război Germana a fost trimisă prima data in misiune in apele Spaniei, având ca misiune ajutarea Generalului și Liderului Spaniei Fasciste/Nationaliste Francisco Franco, împotriva Spaniei Republicane.
În Ianuarie 1939, Planul Z a fost aprobat de Reichstag, având ca scop egalarea flotei Britanice în Nave Capitale până în 1944, dar datorita începerii celui de al 2 lea război mondial în Septembrie 1939, Planul Z a fost sever modificat în favoarea submarinelor/U-Boaturilor.
Comandantul Suprem al Flotei a fost Adolf Hitler, comandand flota prin intermediului Oberkommando der Marine.
Cele mai cunoscute nave ale Flotei Germane sunt Submarinele sale, care au format grupuri de vânătoare (Wolfpack, în engleza), a căror misiune era vânătoarea de convoaie in Atlantic. Nu au fost folosite doar submarine ci și Crucisatoare Grele cum ar fi Printz Eugen, Admiral Graf Spee și Admiral Spee dar și Nava de lupta Bismarck.
După Terminarea Războiului, Navele Flotei Germane au fost împarțite între țările aliate.

### Planul Z
Flota Germana avea la ănceput ca scop mentirea controlului Mari Baltice, și eventual câstigarea unui război împotriva Flotei Franceze, în corelație cu armata germana, Franța fiind văzută ca cel mai previzil inamic. Totuși in 1938, Hitler a vrut ca Flota Germana sa fie capabila sa lupte și împotriva Regatului Unit, Comandanții flotei i-au prezentat 3 planuri X, Y, Z, din care Hitler a ales planul Z în ianuarie 1939. Planul Z indica construcția a 800 de nave germane in perioada 1939-1947, dar Hitler a cerut sa fie gata până în 1945. Forța principală a acestui plan erau 6 nave de război de clasa H. După statisticile din August 1939, Planul Z propunea construcția:
-4 Portavioane
-10  Cuirasate Grele
-12 Crucisatoare de Război
-3 Nave armate (Panzerschiffe)
-5 Crucisatoare Grele
-44 Crucisatoare Usoare
-258 Nave cu torpile și distrugatoare
-249 Submarine.
Personalul estimat trecea de 200 000 de oameni.
In august 1939, Germania nu facuse nici 20% progres din planul Z, având un personal de doar 78000 oameni, neefind pregătită pentru a avea un rol major in acest război. În Septembrie 1939, Planul Z a fost esențial aruncat, Germania punând bazele construcției submarinelor ce puteau fi pregătite mai rapide pentru războiul de care avea parte Germania.

### Participarea Flotei de Război Germane in cel de al 2 lea Război Mondial
În Aprilie 1940, în timpul invaziei Norvegiei, Germania a fost extrem de implicata in invazia Norvegiei, unde au fost suferite pierderi majore, cum ar fi crucisatorul greu Blutcher scufundat de artileria și torpilele coastei de paza Norvegiene la Fortareata Oscabor din OslofJord. 10 Distrugatoare au fost pierdute in Batalia Narvikului (Aproximativ jumatatea din distrugatoarele Germane), 2 crucisatoare ușoare, Karlsruhe și Königsberg, ambele scufundate de Flota Roiala Britanica. Flota Germana a reușit in schimb să distruga la rândul ei niște nave Britanice, cea mai notabila fiind portavionul HMS Glorious (Scufundat de Scharnhorst și Gneisenau).
Campania Norvegiana a lăsat Flota Germana într-un deficit masiv de nave, anulând Operatiunea Sealion (Planul de invazia al Regatului Unit) în vara anului 1940. Cucerirea Norvegiei și Căderea Franței au oferit submarinelor germane un avantaj imens totuși în lupta împotriva convoaielor britanice, oferindu-le baze mai stabile în Atlantic. La începutul Războiului Atlantic, Regatul Unit, nu folosea nave de escorta, lucru ce a permis submarinelor germane să distruga o multitudine de nave britanice, fără dificultate.
În Iunie 1940, Italia a intrat în război. Iar Batalia Marii Mediterane a început, Germania strecurând 62 de submarine pe lânga Gibraltarul Britanic. Bătalia a durat din 1940 până în Mai 1944. Submarinele germane au distrus 24 de nave Majore aliate printre care 2 portavioane, 12 distrugătoare, 4 crucisatoare și peste 450 000 de tone de convoaie britanice. Toate submarinele au fost distruse, niciunul întorcandu-se acasă.